# Cégiu
Cégiu (* 6. Mai 1984 in Zug als Céline-Giulia Voser) ist eine italienisch-schweizerische Musikerin, Produzentin und Komponistin, die sowohl stilistisch wie genrebezogen in den unterschiedlichsten Disziplinen tätig ist, von Musik über Tanz und Theater bis zur Bildenden Kunst.

## Leben
Cégiu wurde im schweizerischen Kanton Zug geboren, hat jedoch Wurzeln in der Deutsch- sowie Westschweiz und im italienischen Friaul. Neben Deutsch spricht sie fliessend Englisch, Französisch, Italienisch und Dänisch. Sie lebt heute mit ihrer Familie in Horw im Kanton Luzern.
Im Alter von 17 Jahren begann Cégiu das Studium des Violoncellos an der Hochschule Luzern und absolvierte dort den Master in Musikpädagogik sowie Contemporary Art Performance. Dazwischen studierte sie Musikmanagement an der Donau-Universität Krems, Österreich. Auslandsstudien führten sie zudem in die Vereinigten Staaten und Dänemark.
Nach dem Abschluss des Studiums startete sie ihr gleichnamiges Projekt Cégiu. Daneben spielte sie in den verschiedensten Genres, von Jazz und Freier Improvisation über Klassik sowie Zeitgenössische Musik bis hin zu Popmusik und Electro und wirkt sowohl auf der Bühne und im Studio als auch im Rahmen von Performance- sowie Tanzfestivals oder Kunstinstallationen. Hinzu kommt die Arbeit als Produzentin und Komponistin von Produktionsmusik, unter anderem für das Medienunternehmen SRF, Schweizer Radio und Fernsehen.
Cégiu ist aktuell Inhaberin und Geschäftsführerin der musicbox entertainment GmbH, einem Musikunternehmen mit Fokus auf Labelarbeit, Booking und Management. Weiter arbeitet sie für das Musikbürl Luzern als Co-Geschäftsleiterin und betreut bei Helvetiarockt das Female Music Lab sowie die Female Bandworkshops.
Cégiu ist dreifache Trägerin des Förderpreises des Kantons Zug und Gewinnerin der Selektiven Produktionsförderung Musik des Kantons Luzern. Sie erhielt ausserdem einen Werkbeitrag der Pro Helvetia, ist Ableton-Artist und tourte durch Europa und die Vereinigten Staaten.

## Einflüsse und Stil
Den Kern von Cégius Musik, welche sich in den Bereich New Weird Chamber Pop, Chamber Pop, Alternative, Experimentelle Musik und Freak Folk bewegt, sind Stimme, Cello und Electronics, die alle in ihrer eigenen Ausprägung eingesetzt werden. Sie singt auf Englisch, Italienisch und Französisch, häufig in der Kopfstimme, jedoch auch aus voller Brust. Weiter setzt sie Sprechgesang ein oder kann schreien sowie schluchzen. Eine Inspirationsquelle bilden nach eigener Aussage Klagegesänge der Frauen aus dem italienischen Friaul. Die gestrichenen und gezupften Klänge des Cellos werden durch Effekte ergänzt, gespiesen aus Software der Firma Ableton. Mit deren Programmen erschafft Cégiu auch das weitere Musikmaterial. Teilweise schichtet sie bis zu 60 Spuren, bestehend aus Synthesizern, Samples und Grooves. Letztere bildet sie auch aus Feldaufnahmen. So verarbeitete sie beispielsweise Insektengeräusche auf Gräbern verstorbener Bekannter zu Beats.
Die Musik wird von Cégiu in Eigenregie komponiert und produziert. Einen essenziellen Anteil bildet die Zusammenarbeit mit dem amerikanischen Produzenten, Musiker und Komponisten Aaron Nevezie (Jojo Mayer’s Nerve, Iggy Pop), der die Songs mit seinen Ideen ergänzt und abmischt.
In den Texten geht es um gesellschaftskritische, persönliche Themen, häufig feministisch sowie im Zeichen des Klimaschutzes motiviert.
Herausgegeben wird die Musik unter ihrem eigenen Label musicbox entertainment in Zusammenarbeit mit Irascible Music.

## Bands und Projekte
- seit 2011: Cégiu
- seit 2014: trio drei (Max Huwyler, Beat Unternährer, Céline-Giulia Voser)[10]
- 2017–2021: Wood & Brass (Hans Kennel, Silvan Schmid, Phil Collins, Cégiu)[11]
- seit 2018: Music(k) for A While (Caroline Vitale, Cégiu)
- seit 2018: City Light Symphony Orchestra
- 2018–2021: Africana 19+ (Hans Kennel, Bruno Spoerri, Heiri Känzig, Jean-Paul Brodbeck, Elmar Frey, Cégiu)

## Diskografie

### Alben
- 2016: Skinny Souls, musicbox entertainment
- 2019: Restless Roots, musicbox entertainment
- 2021: Glowing Goodbyes, musicbox entertainment

### Sonstiges
- 2011: Ingrid Lukas, Silver Secrets, Universal Music
- 2015: Moni und die Luftpost, alles&nüt
- 2015: Ingrid Lukas, Demimonde
- 2016: Christina Jaccard, Gospel with Strings
- 2016: Ingrid Lukas, We Are
- 2017: Wood & Brass, TCB Records
- 2017: Bentonic, Not Without You
- 2018: Pamela Mendez, Time
- 2021: Snow, Edition Klangidee[12]
- 2021: Yaman Palak, Dance for Mia
- 2021: Ursina, Finally, Radicalis[13]